# 社區公民約章
社區公民約章（英語：The Community Citizen Charter）成立於2015年7月。倡議「命運自主，社區開始」，希望改變以往傳統「由上而下」的政治參與模式，啟發支持民主運動的市民成為「社區公民」，積極參與地方組織選舉，改造政治諮詢和決策過程，建立有意義的社區生活和新的政治文化，讓「真普選」和「命運自主」首先在社區落實。約章的具體內容包括五大方向：社區公民、社區自主、社區經濟、社區參與及革新體制。

## 《社區公民約章》正文
約章內容包括「社區公民」、「社區自主」、「社區經濟」、「社區參與」及「革新體制」五大項：
- 社區公民： 相信要從各個社區開始，重建香港民主運動的基礎。我們願意成為「社區公民」，帶着「命運自主」精神，積極投身社區、參與公共事務。
- 社區自主： 以「社區自主」為原則，推動地方政治改革。重大社區計劃應該先經過社區公民大會審議，區議會的部分預算亦應由區內民眾參與制訂。
- 社區經濟： 倡議「自己社區自己救」，於社區內建立多元共享經濟及綠色生活網絡，連結居民抵抗財團控制，重奪生活尊嚴。
- 社區參與： 全面投入社區政治，積極參與區議會選舉、村代表選舉、業主立案法團及學校家教會等地方組織，重建香港民主運動的「社區陣地」。
- 革新體制： 在投身社區的同時，在社會各個層面爭取更開放的民主制度，包括普及而平等的特首和立法會選舉，拒絕接受831框架。

## 《社區公民約章》運動地區小組及社區活動
社區公民約章的社區活動散佈於五個地區，分別為九龍西地區小組、新界西地區小組、九龍東地區小組、新界東地區小組、香港島地區小組。
| 活動                                                             | 內容 |
| ---------------------------------------------------------------- | --- |
| 各區每星期舉辦的漂書活動                                         | 分享書籍，推廣社區資源共享的概念，並結合社會議題（TSA、全民退保、立會）／環保生活（酵素、扎染）社區推廣。 |
| 衙前圍村 - 社區導賞及寫生活動/沙田瀝源邨導賞團－尋回舊日美好時光 | 分享對社區的情懷，令更多居民意識到自己與地方的關係，成為投入社區事務的動力。                              |
| 2015年世界盃外圍賽(香港對中國)戶外直播/ 電影《十年》社區放映     | 重新反思公共空間的意義，充份利用。在社區的公共空間播放，凝聚街坊。                                        |
| 墟市                                                             | 透過市集、以物易物，去重新拉近人和人的關係。                                                              |
| 選民登記運動                                                     | 在社區尋找選民，提升公民意識。                                                                            |
| 出版社區報                                                       | 發掘、書寫及分享社區的故事，可以重塑居民對社區的認識，建立街坊的歸屬感和行動力。                          |

## 詮釋及參考資料
1. ↑  團體發起「社區公民約章運動」冀推動民間力量改變社區 （页面存档备份，存于），香港獨立媒體網，2015-6-29
2. ↑  《社區公民約章》運動 （页面存档备份，存于），大學線月刊，2015-12-28

- 《社區公民約章》 「自己社區自己救」 （页面存档备份，存于）
- 香港社區公民約章運動 延續雨傘運動精神 （美國之音） （页面存档备份，存于）

## 外部連結
- 社區公民約章網上簽署 (中文版)
- 社區公民約章網上簽署 (English version)
- 社區公民約章的Facebook專頁
- YouTube上的社區公民約章頻道